# Kasteel van Meudon
Het voormalige Kasteel van Meudon (Frans: Château de Meudon) was een kasteel in de Franse gemeente Meudon, 4 kilometer ten zuidwesten van Parijs. Nadat het in 1871 afbrandde werden de ruïnes van het gebouw gebruikt voor het Observatorium van Parijs.

## Vroege geschiedenis
Reeds in de 14e eeuw werd het château-fort in Meudon genoemd als versterking. In 1527 werd het oude kasteel door kardinaal Antoine Sanguin aan zijn nicht Anne de Pisseleu gegeven, een favoriete van Frans I. In 1540 werd een nieuw kasteel in Franse renaissancestijl gebouwd.
In 1552 werd kardinaal Karel van Lotharingen de nieuwe eigenaar en hij verfraaide het kasteel en zijn tuinen verder in nieuwe stijl. Bij de dood van de kardinaal in 1574 kwam het kasteel in handen van het Huis Guise. Na 1654 werd het kasteel gekocht door Abel Servien, surintendant des finances, die het kasteel verbouwde in de vijf jaren dat hij eigenaar was.
In 1679 werd het kasteel door de erfgenaam van Servien verkocht aan de markies van Louvois, minister van Lodewijk XIV, die het bleef verbouwen tot zijn dood in 1691. Hij gaf onder meer opdracht aan André Le Nôtre om grote tuinen en fonteinen te ontwerpen.

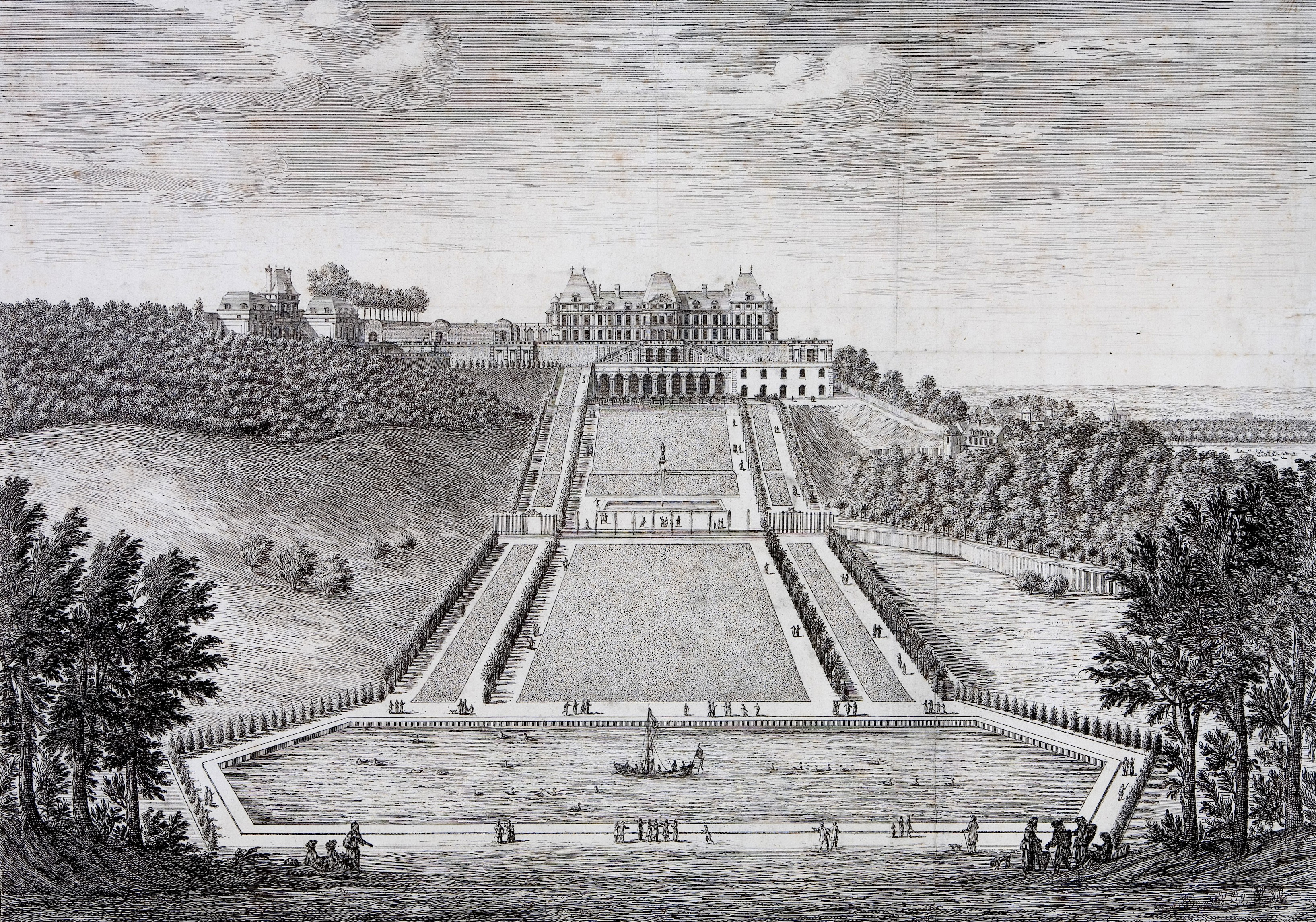
Het kasteel van Meudon in de 17e eeuw

## De Grote Dauphin, zoon van Lodewijk XIV
In juni 1695 kocht Lodewijk XIV het kasteel van de weduwe van Louvois voor zijn enig legitiem kind, de Grote Dauphin. Een bloeiende periode met Jules Hardouin-Mansart als architect volgde. Met de dood van de Dauphin in 1711, en daarna die van zijn zoon, de jonge hertog van Bourgondië, in 1712, verdween de geest uit Meudon.
In november 1718 werd het kasteel aan Marie Louise Elisabeth van Orléans, hertogin van Berry, dochter van regent Filips van Orléans, gegeven. De jonge prinses, die toen zwanger was, zou in Meudon verblijven om haar buitenechtelijke zwangerschap te verbergen.

## Lodewijk XV & Lodewijk XVI
Lodewijk XV gebruikte Meudon als een jachtpaviljoen. Hoewel zijn matraîsse, Madame de Pompadour, woonde in het nabijgelegen kasteel van Bellevue, verkoos hij toch het kasteel van Choisy boven dat van Meudon. Onder Lodewijk XVI verviel Meudon verder en het park werd deels aan pachters overgelaten.

## Empire

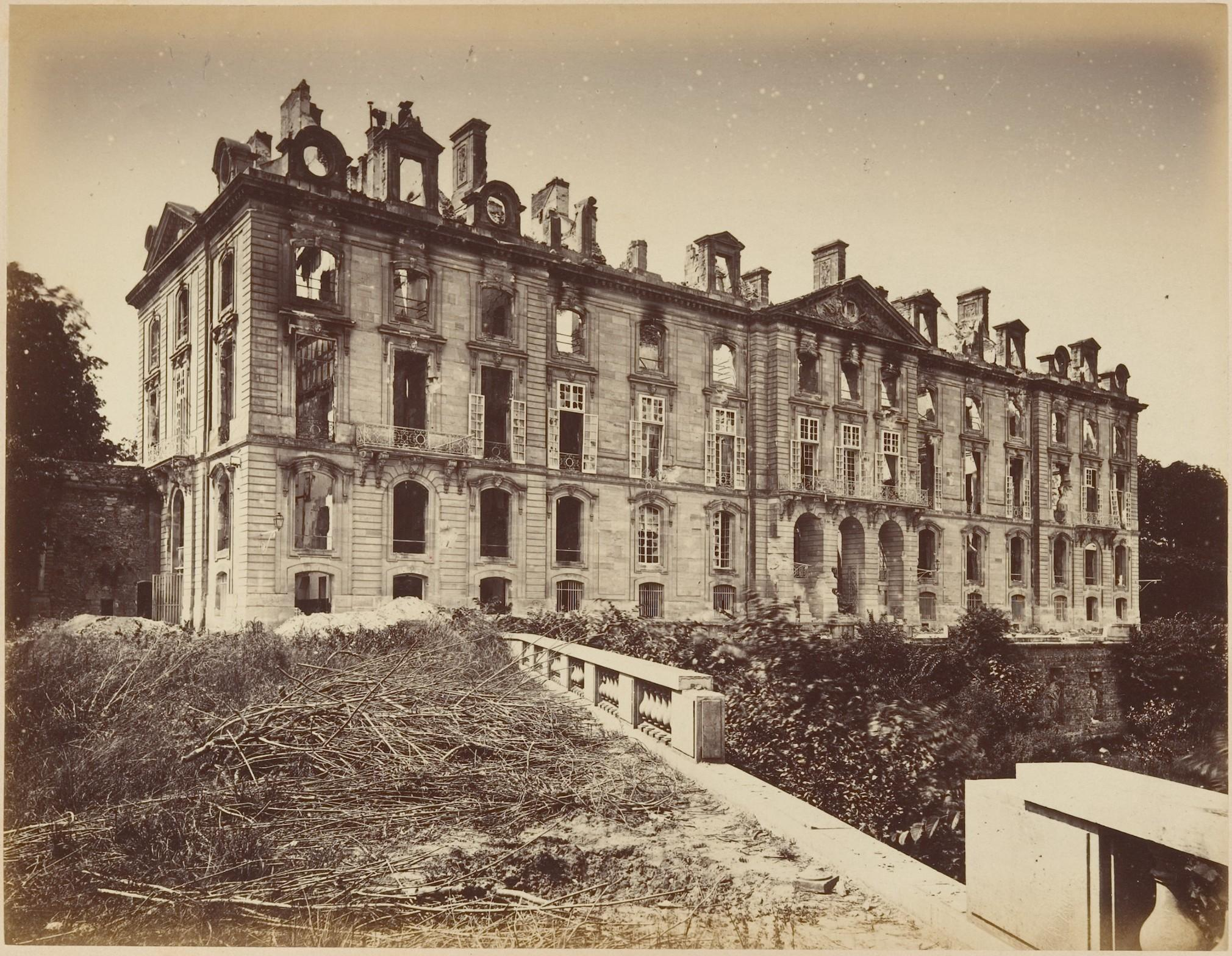
Het Château Neuf in 1871.

Na de Revolutie werd het kasteel leeggehaald en alle koninklijke emblemen werden verwijderd. Het Château Neuf werd gebruikt als ontwikkelingscentrum voor militaire luchtballonnen. Na een brand in 1803 werd het Château Neuf afgebroken.
In 1807 besliste Napoleon om het Château Neuf te herbouwen, en werd het de officiële residentie van zijn zoon, de Koning van Rome in 1812. Meudon bleef verlaten tijdens de Bourbon Restauratie, maar werd af en toe gebruikt tijdens de Julimonarchie. Jérôme Bonaparte (de jongste broer van Napoleon) resideerde in het kasteel tijdens het Tweede Franse Keizerrijk.
In 1870 werden de terrassen van Meudon gebruikt bij de verdediging van Parijs gedurende de Frans-Duitse Oorlog, en werd het beschadigde kasteel bezet door Pruisische troepen. Achtenveertig uur na het tekenen van de wapenstilstand in 1871 vatte het kasteel vlam. Het brandde gedurende 3 dagen, tot slechts enkele buitenmuren bleven staan.

## Huidig gebruik

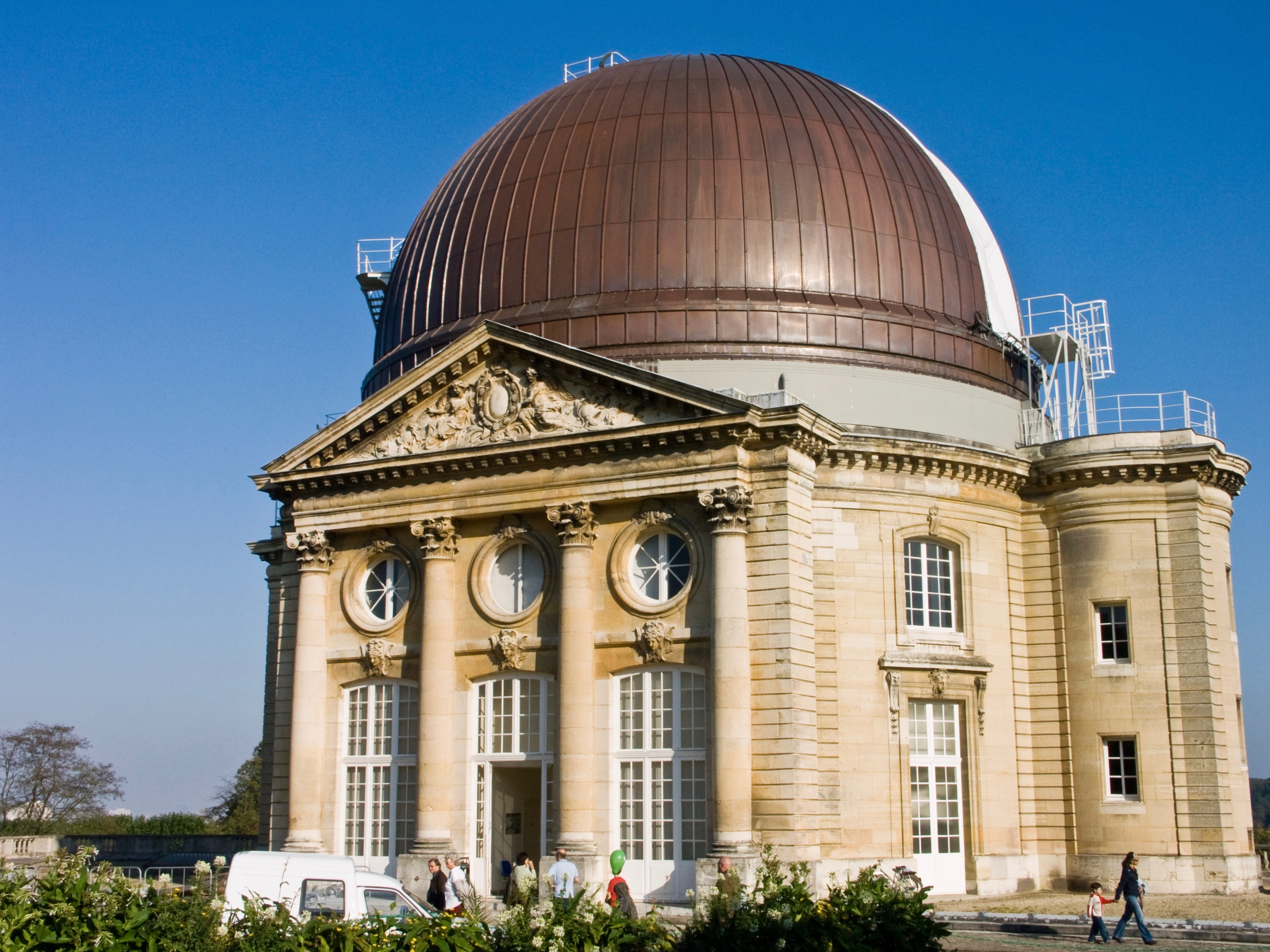
Het huidige observatorium

Pierre Janssen koos de site als locatie voor het huidige observatorium in 1874 boven Malmaison. De resterende structuur van het kasteel werd deels gebruikt voor het nieuwe gebouw.
Het is een beschermd monument sinds 1972.